# Per Anders Fogelström
Per Anders Fogelström, né le 22 août 1917 Stockholm, mort le 20 juin 1998 dans la même ville, est un écrivain suédois.
Il est connu pour ses romans historiques et sociaux se déroulant dans la ville de Stockholm, dont la série de cinq romans intitulée Stadserien qui retrace la vie et le parcours, sur plusieurs générations, d'une famille de la classe ouvrière stockholmoise du milieu du XIXe siècle.

## Biographie
Per Anders Fogelström est né et a vécu, jusqu'à sa mort, à Södermalm, île de Stockholm formant la partie sud du centre-ville. Son père, salarié de l'entreprise suédoise ASEA, a été rapatrié lors la révolution russe. Il a peu après émigré aux États-Unis, abandonnant le domicile familial, alors que Per Anders avait six ans.
Il a fait partie de 1961 à 1988 du Stockholms namnberedning (sv), un organisme municipal, composé d'experts dans divers domaines, chargés de proposer des noms de voies, places, lieux publics, blocs, quartiers et stations de métro de la ville de Stockholm. Il en a été le président à partir de 1983. C'est durant cette période qu'il collabore à la rédaction de Stockholms gatunamn, ouvrage de référence sur l'histoire et l'origine du nom des rues de Stockholm (sv).
Militant pacifiste, il est membre du bureau de la SFSF, une organisation pacifiste historique en Suède fondée en 1883 et luttant notamment pour le désarmement et contre l'arme nucléaire. Il s'est notamment opposé au programme nucléaire militaire suédois. Il s'est également impliqué à partir de 1965 dans le Svenska Vietnamkommittén, organisation visant à unifier les efforts en faveur de la paix au Viêt Nam.

## Carrière littéraire
Per Anders Fogelström se fait connaître du public lors de la parution de son roman Sommaren med Monika (sv) en 1951, qui sera plus tard adapté au cinéma par le réalisateur Ingmar Bergman.
Parmi ses œuvres les plus célèbres figure Mina drömmars stad (sv), premier opus d'une série romanesque de cinq œuvres sur l'histoire d'une famille ouvrière de Stockholm. Cette série, connue sous le nom de Stadserien, est composée des quatre autres œuvres Barn av sin stad (sv) (1962), Minns du den stad (sv) (1964), I en förvandlad stad (sv) (1966) et Stad i världen (sv) (1968).

## Œuvres disponibles en français
- Voyous (1949), traduit par Vincent Dulac, Cupidus Legendi, 2024, 168 p.  (ISBN 978-2-9586430-4-1)
- Un été avec Monika (1951), traduit par Vincent Dulac, Cupidus Legendi, 2023, réédition en 2025, 286 p.  (ISBN 978-2-9586430-6-5)

## Œuvres
Poésie
- Orons giriga händer 1947
Romans
- Att en dag vakna 1949
- Ligister 1949 (a servi pour le scénario du film Medan staden sover, 1950)
- Sommaren med Monika 1951 (filmé avec le même titre 1953 avec Ingmar Bergman)
- Möten i skymningen 1952 (filmé avec le même titre en 1957)
- Medan staden sover 1953 (novélisation du film Medan staden sover, 1950)
- I kvinnoland 1954
- En natt ur nuet 1955
- Expedition Dolly 1958
- Tack vare Iris 1959 (suite de Medan staden sover, 1953)
- Mina drömmar stad 1960 (filmé avec le même titre 1976)
- Barn av sin stad 1962
- Minns du den stad 1964
- I en förvandlad stad 1966
- Stad i världen 1968
- Café Utposten 1970
- Svenssons 1979
- Komikern 1989
- Mödrar och söner 1991
- Hem, till sist 1993
- Den okuvliga friheten 1940 (utgiven posumt 2017)
- Vävarnas barn 1981  (1749 - 1779)
- Krigens barn 1985 (1788 - 1814)
- Vita Bergens barn 1987 (1821 - 1860)
Stad-serien
- Mina drömmars stad 1960 (1860 - 1880)
- Barn av sin stad 1962 (1880 - 1900)
- Minns du den stad 1964 (1900 - 1925)
- I en förvandlad stad 1966 (1925 - 1945)
- Stad i världen 1968 (1945 - 1968)
Kamrat-serien
- Upptäckarna, 1972
- Revoltörerna, 1972
- Erövrarna, 1975
- Besittarna, 1977
Facklitteratur
- En bok om Söder 1953
- Kring Strömmen 1962
- Stockholm - stad i förvandling 1963
- Ny tid - ny stad 1963
- Ladugardslandet som blev Östermalm 1964
- En bok om Kungsholmen 1965
- Okänt Stockholm 1967
- Ett berg vid vattnet 1969
- Söder om Tullen 1969
- Stad i bild. En Stockholmskrönika 1860 - 1970. 1970 (en bildbok med toton och material under mer än 100 ar till "Stad-serien")
- Kampen för fred 1971
- 300 ar pa Kungsholmen 1972
- Utsikt över stan 1974
- En bok om Stockholm 1978
- Tanto en utmark 1978
- Stockholms gatunamn 1982  (avec Nils-Gustaf Stahre)
- Stockholms gaturnamn 1983 (andra upplagan avec N.-G. Stahre, J. Ferenius och G. Lundqvist)
- Idyll och explosion. Resor 1948 - 1970. 1992
- Porträttörerna (tillsammans med Stig Claesson) 1994
- Ur det försvunna 1996
- Stockholms gatunamn 2005 (tredje upplagan avec  N.-G. Stahre, J. Ferenius, .G. Lundqvist)
Journalisme / Débat - La question de la Paix
- Världspolitik i karikatyrer (avec S B Bahnsen) 1944
- 13 ödesdigra ar (avec Lias Matthias) 1946
- Skämt och oförskämt 1949
- 25 svenska skämttecknare (avec Ivar Öhman) 9154
- Idyll och explosion 1992 (Resor  1948 - 1970)
- I stället för atombomb (avec Roland Morell)
- Borgerlig begravning (avec Ture Nerman) 1962. Nouvelle édition 1968
- Kampen för fred 1971
- Vägar till fred 1971
- Porträttörerna (avec Stig Claesson) 1994 (extraits de la série d'articles " Porträtt av en stad" P.A. Fogelström et S. Claesson dans la revue Folket i Bild 1949 - 1950)
Films
- 1950 - Medan staden sover
- 1953 - Monika
- 1957 - Möten i skymningen
- 1969 -  Porträtt av en stad
- 1976 - Mina drömmar stad
Distinctions
1950 - Boklotteriets stipendiat
1951 - Svenska Dagbladets litteraturpris
1958 - Boklotteriets stipendiat
1960 - Eldh Ekblads fredspris
1961  - BMF- plaketten för Mina drômmars stad
1963 - BMF-plaketten för Barn av sin stad
1964 - Bernspriset
1976 - Hedersdoktor vid Stockholms Universitet
1986 - Litteraturfrämjandets stora pris
1989 - Garard Bonniers pris
1994 - Hedenvind-plaketten
1995 - Professors namn
1996 - Litteris et Artibus
1998 - Ivar Lo-priset
1998 -En staty av Per Anders Fogelström avtäcktes i Stockholms stadshus samma dag som han dog.
Bibliographie
- Kassman, Charles : Per Anders Fogelström - Liv och litteratur 1968
- Reberg, Arne : Per Anders Fogelström - Stockholms förste älskare 1997
-  Andersson, Karl-Olov :Per Anders Fogelström. Ett liv för litteraturen, freden och miljön 2012
Pour plus d'information
http://www.libris.kb.se
Sällskapet Per Anders Fogelströms Vänner

## Sources
- (sv) Cet article est partiellement ou en totalité issu de l’article de Wikipédia en suédois intitulé « Per Anders Fogelström » (voir la liste des auteurs).
- Ingela Guerrien, Le cycle romanesque Ville de Per Anders Fogelström: une médiation littéraire, 1994, 716 pages.